# Masato (kickbokser)
Masato, właśc. Masato Kobayashi (jap. 魔裟斗; ur. 10 marca 1979 w Kashiwie) – japoński kick-boxer wagi średniej, dwukrotny mistrz K-1 MAX.

## Kariera sportowa
Kick-boxing zaczął uprawiać w wieku 17 lat. W 1997 roku przeszedł na zawodowstwo. Dwa lata później był już mistrzem wagi średniej federacji All Japan Kickboxing Federation. Przez pewien okres mieszkał i trenował w Tajlandii. Stoczył tam dwie oficjalne walki. Pierwszą wygrał przez nokaut. Drugą, z późniejszym brązowym medalistą olimpijskim w boksie Pleonchitem, przegrał przez decyzję.
W 2000 roku zadebiutował w K-1 podczas turnieju K-1 J-MAX 2000. Kiedy w 2002 roku K-1 stworzyło cykl K-1 World MAX Masato stał się jednym z najpoważniejszych kandydatów do zdobycia tytułu mistrzowskiego. W lutym 2002 wygrał japońskie mistrzostwa K-1 MAX i zakwalifikował się do Finału K-1 World MAX. Tam jednak uległ w półfinale późniejszemu mistrzowi Albertowi Krausowi.
W 2003 roku Masato i Kraus spotkali się ponownie, tym razem w walce finałowej. Masato zrewanżował się Holendrowi, nokautując go w 2. rundzie. Tym samym stał się pierwszym w historii japońskim mistrzem K-1 (biorąc pod uwagę zarówno World GP, jak i MAX). Kobayashiemu nie udało się obronić mistrzostwa w następnym roku, gdyż na jego drodze w finale stanął debiutant z Tajlandii Buakaw Por. Pramuk. 
Blisko ponownego tryumfu w Finale K-1 MAX Japończyk był w 2007 roku, gdy w ćwierćfinale wyeliminował Buakawa, a w półfinale znokautował Artura Kiszenko. Jednak i tym razem Masato musiał zadowolić się 2. miejscem. Systematycznie zadawane przez Andy Souwera niskie kopnięcia spowodowały, że Masato nie był w stanie wyjść do 3. rundy finałowej walki i przegrał przez TKO.
W 2008 roku Masato odzyskał mistrzostwo K-1 MAX. W drodze do tryumfu w Finale K-1 World MAX pokonał kolejno Gago Drago, Yoshihiro Satō i w finale, po dogrywce, Artura Kiszenko.
W kwietniu 2009 roku ogłosił, że nie będzie bronił tytułu podczas następnego finałowego turnieju K-1 MAX i zapowiedział zakończenie kariery. Jego życzeniem było, aby pożegnalną walkę stoczyć w grudniu na gali Dynamite!! 2009 z nowym mistrzem K-1 World MAX. Został nim Giorgio Petrosyan. Włoch musiał jednak wycofać się z pojedynku z powodu kontuzji ręki. Na swojego przeciwnika Masato wybrał więc Andy'ego Souwera – jedynego mistrza K-1 MAX, którego nie zdołał dotąd pokonać. Japończyk wygrał przez jednogłośną decyzję sędziów po 5 rundach (w 4. Holender był liczony).

## Tytuły
- 2008 K-1 World MAX - 1. miejsce
- 2007 K-1 World MAX - 2. miejsce
- 2004 K-1 World MAX - 2. miejsce
- 2003 K-1 World MAX - 1. miejsce
- 2003 K-1 World MAX Japan - 1. miejsce
- 2002 K-1 World MAX Japan - 1. miejsce
- 2000 ISKA World Oriental Welterweight Champion
- 1999 AJKF Welterweight Champion